# Aeonium saundersii
Aeonium saundersii är en fetbladsväxtart som beskrevs av C. Bolle. Aeonium saundersii ingår i släktet Aeonium och familjen fetbladsväxter. Inga underarter finns listade i Catalogue of Life.

## Bildgalleri

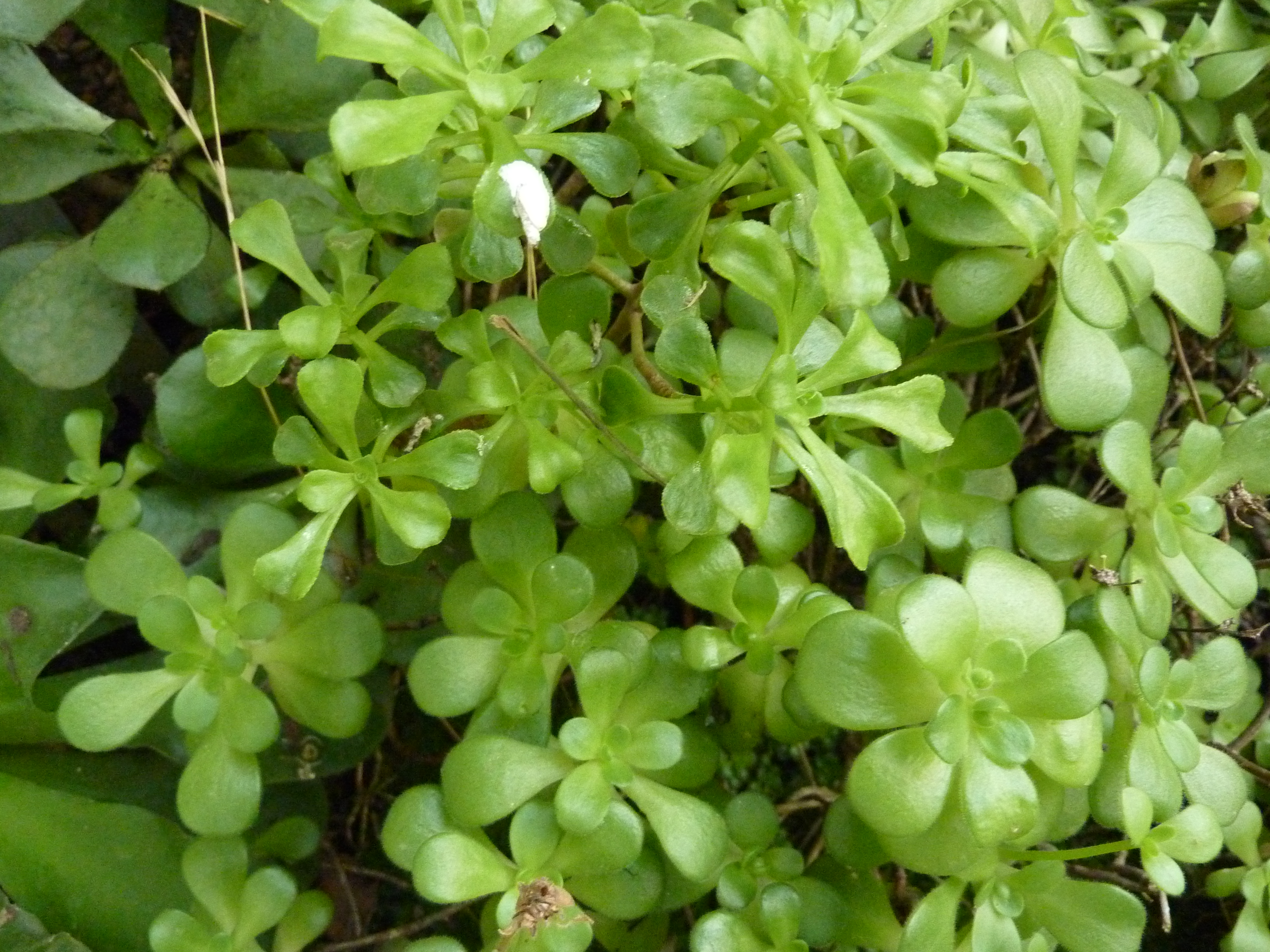